# Rivière du Vieux-Fort (Basse-Terre)
Ne doit pas être confondu avec Rivière du Vieux-Fort (Marie-Galante).
La rivière du Vieux-Fort est un cours d'eau de Basse-Terre en Guadeloupe se jetant dans la mer des Caraïbes.

## Géographie
Longue de 6,7 km, la rivière du Vieux-Fort prend sa source à environ 550 mètres d'altitude sur le versant nord du Dos d'Âne situé sur un point bipartite des communes Deshaies et de Sainte-Rose dont elle sépare les deux territoires presque sur la totalité de son cours (jusqu'au lieu-dit de Desbonnes).
Elle est alimentée notamment par les eaux de la ravine Bisdary, son principal affluent, pour se jeter dans la mer des Caraïbes dans l'Anse du Vieux-Fort à l'est de la plage de Clugny.